# Шахта «Кочегарка»
Шахта «Кочегарка» — історично відома вугільна шахта виробничого об'єднання «Артемвугілля». Розташовувалася у місті Горлівка Донецької області.
Проектна потужність 900 тис. т вугілля на рік. Розробляла 29 пластів. Потужність пластів 0,45…1,6 м. Кут падіння 45…70 %. Глибина розробки 1080 м. Відпрацьована на межі XX-XXI ст.
Аварія на Корсунській копальні № 1 (Горлівка) 27 лютого (13 березня) 1917 року

## Історія
Шахта заснована 1867 року. Закладини Корсунського рудника (майбутня шахта "Кочегарка" у м. Горлівка) відбулись у 1867 р. на кошти "залізничного короля" Самуїла Полякова, який згодом заснував "Товариство Південноросійської кам'яновугільної промисловості". Ініціатором будівництва Корсунського рудника був гірничий ін-женер П. Горлов, який виявив місцеві родовища вугілля й очолив будівельні та гірничі роботи. Його ім'ям і було названо шахтне селище, яке виникло на схилі корсунського байраку. За декілька наступних років були закладені вугільні рудники "Альберт", "Альфред", "Марія", "Государів Байрак" та інші.
Шахта була закрита 20 квітня 1997 року. Наприкінці 2003 року залишки «Кочегарки» зрівняли із землею.

## Персоналії
- Ізотов Микита Олексійович — вибійник, зачинатель ізотовського руху, стаханівець.
- Тараненко Василь Григорович — лісогон, згодом вибійник, повний кавалер ордену Слави.